# Lúcio Publílio Celso
Lúcio Publílio Celso (em latim: Lucius Publilius Celsus; m. 118) foi um senador romano nomeado cônsul sufecto para o nundínio de maio a agosto de 102 com Tito Dídio Segundo e eleito cônsul em 113 com Caio Clódio Crispino. Depois de se envolver numa conspiração, foi executado em 118, logo no começo do reinado do imperador Adriano. Apesar dos dois consulados, pouco se sabe sobre sua vida.

## Carreira
Celso era amigo do imperador Trajano e participou da Guerra Dácia (101-102 e 105-106). Sabe-se que recebeu a honra de uma estátua de bronze no Fórum de Augusto ainda em vida, uma honra até então concedida a apenas dois outros consulares, Aulo Cornélio Palma Frontoniano por sua anexação da Arábia e Quinto Sósio Senécio, por seu papel decisivo na Dácia. No caso de Celso, o motivo é desconhecido. Ronald Syme afirma que a estátua indica apenas que ele havia assumido um comando militar de status consular.
Segundo a "História Augusta", Celso e Palma, que foi cônsul em 99 e 109, caíram em desgraça no final do reinado de Trajano "por sempre terem sido inimigos [de Adriano]". Em seguida, Trajano nomeou Adriano seu sucessor, um processo que jamais foi formalizado.
Em 117, Trajano, já muito doente, morreu em agosto e Adriano foi imediatamente aclamado pelas tropas como imperador. Porém, sua posição era delicada: rumores circulavam dando conta que Trajano não queria nomeá-lo sucessor e que a adoção era obra de Plotina, esposa de Trajano. Adriano passou a temer um golpe dos que haviam até então gozado de influência, fama e riqueza por causa de Trajano.
Por ordem do Senado Romano, Publílio Celso e outros supostos conspiradores foram executados, entre eles Cornélio Palma, Caio Avídio Nigrino, cônsul em 110 e governador da Dácia, e Lúsio Quieto, um dos principais generais de Trajano e legado imperial da Judeia por suspeitas de atentado à vida do novo imperador ou de aspirarem ao trono. Adriano, que estava na Síria, negou ter ordenado as execuções destes quatro influentes senadores da época de Trajano; é possível que Públio Acílio Aciano, o prefeito pretoriano na época, tenha sido o mandante. O fato é que os assassinatos prejudicaram muito a popularidade de Adriano, que dispensou Aciano indiretamente admitindo-o no Senado sabendo que a posição de prefeito era reservada a equestres. John D. Grainger sugere que os quatro foram mortos simplesmente porque eram inconvenientes.
Celso foi executado na cidade de Baiae, na Campânia, em 118.